# 꿈 작업
꿈 작업(영어: Dreamwork)은 심리학에서 꿈을 분석하는 작업을 의미한다.
정신분석학이나 분석심리학에서 연구된 꿈의 분석 방법을 통해 꿈에서 보였거나 유발된 다양한 이미지와 감정을 개인에 맞게 탐구하는 것이 목표라는 점에서 고전적인 해몽과 다르다. 이 작업은 여러 심리적 층위나 방어 기제, 아니마, 대극 등이 어떻게 꿈으로 표현되는지 분석하여, 개인의 내면심리나 무의식을 안전하게 탐구하게한다. 이러한 작업은 심리적 성장이나 개인의 소명 발견 등으로 나아가도록 도와주기도 한다. 같은 이미지라도 개인에 따라 해석이 천차만별이기에 꿈에 대한 고정된 해석을 피한다.

## 같이 보기
- 꿈점
- 카를 융
- 지그문트 프로이트
- 꿈의 해석